# Helina trimaculata
Helina trimaculata är en tvåvingeart som först beskrevs av Stein 1906.  Helina trimaculata ingår i släktet Helina och familjen husflugor. Inga underarter finns listade i Catalogue of Life.